# Hibbertia glabriuscula
Hibbertia glabriuscula är en tvåhjärtbladig växtart som beskrevs av Judith Roderick Wheeler. Hibbertia glabriuscula ingår i släktet Hibbertia och familjen Dilleniaceae. Inga underarter finns listade i Catalogue of Life.